# 1986年電子遊戲界

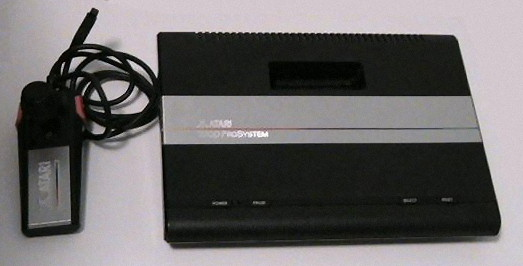
雅达利7800

## 事件
《Gauntlet》获得金摇杆奖之年度游戏奖。

## 知名产品

### 游戏
- 1月1日 － Commodore在Amiga上发行《Mind Walker》。
- 2月21日 － 任天堂推出宫本茂设计的塞尔达传说系列首作，FC磁碟机平台的《塞尔达传说》。
- 2月 － 南梦宫发行《Sky Kid Deluxe》，其首款采用Yamaha YM2151 FM音频芯片的游戏。
- 4月 － 南梦宫发行《Toy Pop》。
- 5月27日 － 艾尼克斯在FC发行《勇者斗恶龙》。这款游戏被视为最早的日式电子角色扮演游戏，其后的勇者斗恶龙系列在日本获得巨大成功。
- 5月 － 太東发行Technōs Japan的《熱血硬派》，为本系列首作。
- 7月8日 － 南梦宫发行《迷宫塔》的续作《The Return of Ishtar》。
- 7月 － 南梦宫发行《Thunder Ceptor》。
- 7月 － 在雅达利推出《Breakout》10年后，太东推出了《快打磚塊》，后者在前者之上加入能力提升和特殊关卡等新概念。
- 8月6日 － 任天堂推出加納誠的《银河战士》，游戏后来发展为银河战士系列。
- 8月15日 － 艺电推出百万销量的开放式太空探索冒险游戏《Starflight》[1]。
- 8月 － 太东发行《泡泡龙》。
- 9月20日 － 世嘉发行竞速游戏《Out Run》。
- 9月26日 － 科乐美在FC磁碟机发行恶魔城系列首作《惡魔城》。
- 10月1日 － 南梦宫发行《源平討魔传》。
- 10月 － 《Space Quest I: The Sarien Encounter》发售。
- 12月19日 － 任天堂发售《光神话 帕尔提娜之镜》。
- 12月 － 南梦宫发行《轰天雷》。日本地区外由雅达利游戏发行。

### 硬件
- 南梦宫发行街机主板Namco System 86。
- 雅达利在市场测试两年后，推出家用游戏机雅达利7800。
- 雅达利推出个人电脑1040ST个人电脑。电脑售价999美元，内存1MB，是首台每kB内存不到1美元的电脑。
- 世嘉推出在美国推出家用游戏机世嘉Master System。
- 夏普推出家用游戏机Twin Famicom。
- 任天堂在日本推出红白机外设FC磁碟机。
- 德州仪器推出TMS34010，其CPU带图形处理指令。他最终为《特技飞车》、《Smash TV》和《真人快打》等街机游戏提供动力。

## 商业
- 新公司：Acclaim、Atlus、贝塞斯达软件、Codemasters、FromSoftware、Intelligent Systems、Majesco、史克威爾、育碧软件
- 歇业公司：Imagic
- 6月13日 － 动视和Infocom合并
- 动视收购Gamestar Software
- Sinclair Research被Amstrad